# Gesetz zur strafrechtlichen Rehabilitierung der nach dem 8. Mai 1945 wegen einvernehmlicher homosexueller Handlungen verurteilten Personen
Das Gesetz zur strafrechtlichen Rehabilitierung der nach dem 8. Mai 1945 wegen einvernehmlicher homosexueller Handlungen verurteilten Personen (StrRehaHomG) ist ein deutsches Bundesgesetz.

## Inhalt
Das Gesetz regelt die Aufhebung von Urteilen in Strafsachen wegen einvernehmlicher homosexueller Handlungen. Auch Teilaufhebungen von Urteilen sind möglich. Die Rehabilitierung gilt für Anordnungen zur Unterbringung entsprechend. Die Feststellung, ob ein Urteil aufgehoben ist, trifft auf Antrag die Staatsanwaltschaft. Antragsberechtigt sind der Verurteilte sowie weitere Personen. Einträge aus dem Bundeszentralregister sind auf Antrag ebenfalls zu tilgen. Für jedes aufgehobene Urteil beträgt die nicht vererbbare, pfändbare oder übertragbare Entschädigung 3000 Euro, für jedes angefangene Jahr der Freiheitsentziehung 1500 Euro. Das Bundesamt für Justiz stellt den Anspruch und die Höhe der Entschädigung auf Antrag durch Verwaltungsakt fest.

## Gesetzgebungsverfahren
Der in den Deutschen Bundestag eingebrachte Gesetzentwurf der Bundesregierung datiert auf den 24. April 2017. Den Bundesrat passierte der Gesetzentwurf in seiner 957. Sitzung am 12. Mai 2017 2021 ohne Einwendungen. Die erste Lesung im Bundestag fand am 28. April 2017 statt. Dort wurde der Gesetzentwurf zur Beratung federführend an den Ausschuss für Recht und Verbraucherschutz überwiesen. Der Finanzausschuss, der Ausschuss für Familie, Senioren, Frauen und Jugend, der Ausschuss für Menschenrechte und humanitäre Hilfe sowie der Haushaltsausschuss waren beteiligt. Der Gesetzentwurf wurde am 22. Juni 2017 in zweiter und dritter Lesung im Plenum des Bundestages behandelt und beschlossen. Der Bundesrat passierte das Gesetz am 7. Juli 2017. Somit konnte das Gesetz am 17. Juli 2017 vom Bundespräsidenten ausgefertigt und am 21. Juli 2017 im Bundesgesetzblatt verkündet werden. Es trat am Folgetag in Kraft.
2022 wurde die Frist zur Geltendmachung von Entschädigungen von 21. Juli 2022 um fünf Jahre bis einschließlich 21. Juli 2027 verlängert (BGBl. I S. 1082).